# 格利布卡湖

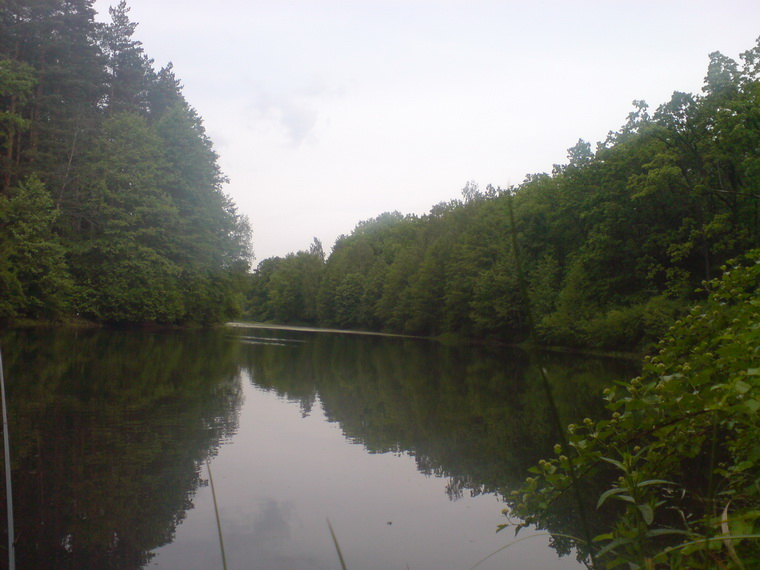
格利布卡湖

格利布卡湖（烏克蘭語：Глібка），是烏克蘭的湖泊，位於該國北部日托米爾州，處於波利西亞地區，長0.85公里、寬0.05公里，該湖泊平均水深2米，最大水深9米。
50°17′8″N 28°50′50″E / 50.28556°N 28.84722°E